# Johannes Hengstenberg
Johannes Dietrich Hengstenberg (* 12. August 1944 in Rheinhausen; † 11. August 2019 in Rosolina Mare, Provinz Rovigo, Italien) war ein deutscher Klimaschützer und Sozial-Unternehmer.

## Leben
Johannes Hengstenberg war von 1978 bis 1984 als Forschungsstipendiat am Starnberger Max-Planck-Institut zur Erforschung der Lebensbedingungen der wissenschaftlich-technischen Welt (Carl Friedrich von Weizsäcker, Jürgen Habermas) und am Starnberger Institut zur Erforschung globaler Strukturen e.V. tätig. 1984 wurde er mit einer Arbeit über die Marxsche Mikroökonomie zum Dr. rer. pol. an der FU Berlin promoviert. 1984 veröffentlichte er die deutsche Fassung der Dissertation von Margaret A. Fay über den Einfluss von Adam Smith auf Karl Marx’ Theorie der Entfremdung, die vorerst letzte kritische Werkausgabe der Ökonomisch-philosophische Manuskripte aus dem Jahre 1844.
Von 1984 bis 1987 war Hengstenberg Geschäftsführer des 5. Münchner Theater-Festivals und der Alabamahalle. Danach wurde er 1987 bis 1990 Geschäftsführer des 1987 in Starnberg von Hans-Peter Dürr gegründeten Vereins Global Challenges Network e.V. 1987 ausgezeichnet mit dem Right Livelihood Award  englisch: Preis für die richtige Lebensweise, auch Alternativer Nobelpreis genannt. Von 1990 bis 1992 dann Mitgründer und Geschäftsführer eines Vereins zur Gründung einer Stiftung Umwelt und Naturschutz e.V. in Brandenburg (SUN).
Hengstenberg gründete 1992 die ArbeitsGruppe Energie (AGE) mit eingetragenem Markenzeichen in München in der Sigma Energy Consulting Beratungsgesellschaft mbH (SEC GmbH), mit der er u. a. für rund 90 bundesdeutsche Kommunen „Heizspiegel“ erarbeitete und aus der nach der Jahrtausendwende die gemeinnützige co2online GmbH und die SEnerCon GmbH sowie die Effizienzschmiede GmbH (vorm. co2online Service GmbH) in Berlin hervorgingen. Ab 2001 entwickelte er Online-Energiespar-Ratgeber und erstellte Gutachten für Wohngebäude und Haushaltsgeräte (ab 2005). Diese wurden ab 2004 zentrale Bausteine der landesweiten Kampagne Klima sucht Schutz, gefördert vom Bundesumweltministerium.
2006 stellte er das Energiesparkonto vor, mit dem er im Dezember 2013 für rund 70.000 Nutzer aus ihren Zählerständen für Brennstoff/Heizung, Strom und Wasser ihre Verbräuche ermittelten, dazu CO2-Emissionen, Kosten und Kostenprognosen bei variablen künftigen Energiepreisen.
Im Jahr 2007 gewann er mit co2online den Sustainable Energy Europe Award 2007 in der Kategorie Awareness Raiser für die Kampagne Klima-sucht-Schutz und deren Werkzeuge und wurde im gleichen Jahr vom internationalen Ashoka-Board als social entrepreneur (Sozial-Unternehmer) zum Fellow berufen. 2008 erhielt er mit co2online den CleanTech Media Award.
Hengstenberg lebte seit 1974 in München und pendelte von 1990 bis 2019 zwischen Berlin und München.
Johannes Hengstenberg kam am 11. August 2019, einen Tag vor seinem 75. Geburtstag, bei einem Schiffsunfall in Italien ums Leben.

## Ehrungen und Auszeichnungen
- Verdienstkreuz am Bande des Verdienstordens der Bundesrepublik Deutschland (2009)[5]